# Ornithonyssus spinosa
Ornithonyssus spinosa är en spindeldjursart som beskrevs av David C.M. Manson 1973. Ornithonyssus spinosa ingår i släktet Ornithonyssus och familjen Macronyssidae. Inga underarter finns listade i Catalogue of Life.